# Allorhogas joergenseni
Allorhogas joergenseni is een insect dat behoort tot de orde vliesvleugeligen (Hymenoptera) en de familie van de schildwespen (Braconidae). De wetenschappelijke naam van de soort werd voor het eerst geldig gepubliceerd door Martinez & Zaldivar-Riveron in 2008.